# Pavel Fořt (fotbalista)
Pavel Fořt (* 26. června 1983 v Plzni) je český fotbalový útočník, od srpna 2022 působící v klubu FC Křimice z.s.. Mimo Česko působil na klubové úrovni v Německu, Francii, Belgii a na Slovensku. Nastupuje na hrotu útoku. Jeho fotbalovými vzory jsou Zinedine Zidane a Marco van Basten.

## Klubová kariéra
Začínal v mužstvu TJ SU Heřmanova Huť, poté přestoupil do Slavie Vejprnice, a od čtrnácti let patřil Viktorii Plzeň. Už od února 2003 byl domluven jeho přestup do Slavie Praha, který se uskutečnil v červenci téhož roku. V lednu 2007 zamířil za cca 30 miliónů korun do francouzského týmu Toulouse FC. V první sezoně Fořt branku nevstřelil, nastoupil ke třem zápasům v základu a několikrát byl střídán. Klub skončil na třetím místě. Před začátkem sezóny 2007/08 byl poslán na roční hostování do belgického mužstva FC Brussels. Dalšímu působení v FC Toulouse zamezilo zranění. V lednu 2009 se vrátil na půlroční hostování do Slavie. V sezoně 2008/09 získal se Slavií mistrovský titul. Po návratu do Francie přestoupil do německého celku Arminia Bielefeld. V létě 2011 odešel do jiného týmu z Německa, konkrétně do Dynama Drážďany, kde působil dva roky.

### ŠK Slovan Bratislava
V červenci 2013 přestoupil do slovenského klubu ŠK Slovan Bratislava, který o něj stál již v roce 2011. Hned v prvním kole Corgoň ligy 2013/14 12. července skóroval a zařídil remízu 1:1 s DAC 1904 Dunajská Streda, přičemž ještě několik dalších slibných šancí neproměnil. V prvním domácím utkání druhého předkola Ligy mistrů UEFA 2013/14 17. července 2013 neproměnil ve druhém poločase za nepříznivého stavu 0:1 nařízený pokutový kop proti bulharskému celku PFK Ludogorec Razgrad, krátce nato jej trenér Samuel Slovák nahradil na hřišti Jurajem Halenárem, který dvěma góly zařídil obrat na konečných 2:1 pro Slovan. 18. září vstřelil dva góly v ligovém utkání proti FC Nitra (výhra 5:0). V sezóně 2013/14 získal se Slovanem Bratislava ligový titul, od října 2013 do května 2014 byl však mimo hru kvůli plicní embolii. I tak nastřílel v sezoně 2013/14 v lize během 16 zápasů celkem 12 branek, za vítězným Tomášem Malcem z Trenčína zaostal o dvě trefy. Společně s Róbertem Vittekem byl nejlepším klubovým střelcem tohoto ročníku.
5. července 2014 byl u výhry 1:0 nad MFK Košice ve slovenském Superpoháru. Se Slovanem se probojoval do základní skupiny I Evropské ligy 2014/15, kde číhali soupeři SSC Neapol (Itálie), AC Sparta Praha (Česko) a Young Boys Bern (Švýcarsko). V zimní pauze sezóny 2014/15 ve Slovanu Bratislava skončil.

### 1. FK Příbram
V únoru 2015 se stal hráčem klubu 1. FK Příbram, kde byl na testech. Po půl roce v týmu skončil. Za mužstvo odehrál šest utkání v lize, ve kterých vstřelil jeden gól.

### TJ Jiskra Domažlice
Před sezónou 2015/16 zamířil do českého třetiligového týmu TJ Jiskra Domažlice, kde se stal hrajícím asistentem trenéra.

### FC Viktoria Plzeň (hostování)
V dubnu 2016 se po třinácti letech vrátil do Viktorie Plzeň, kam zamířil na hostování do konce ročníku 2015/16. Přišel z Jiskry Domažlice po oficiálním přestupním termínu (tedy s amatérským statutem) kvůli neutěšenému stavu plzeňské ofenzivy, která mj. kvůli zranění postrádala Michala Ďuriše, tou dobou nejlepšího kanonýra ligy.
Obnovenou premiéru za mužstvo absolvoval v ligovém utkání 9. dubna 2016 proti FC Fastav Zlín (výhra 2:1), na poslední dvě minuty nahradil Jana Holendu. Ve 25. kole proti FC Zbrojovka Brno přišel na hřiště v 76. minutě, o čtyři minuty později odcentroval z křídla do pokutového území a Jan Kopic vsítil druhý vítězný gól utkání. V ročníku 2015/16 získal tři kola před konce sezony s Viktorkou mistrovský titul, klub dokázal ligové prvenství poprvé v historii obhájit. V létě 2016 se vrátil do Domažlic. Za Viktorii odehrál čtyři ligová střetnutí, branku nedal.

## Trenérská kariéra
V létě 2015 byl osloven klubem SK Petřín Plzeň nabídkou trénovat zdejší starší dorost. Tuto nabídku přijal a začal trénovat mladé hráče v Plzni. Současně se stal i hrajícím asistentem trenéra v TJ Jiskra Domažlice. Na konci ledna 2016 získal trenérskou licenci „A“.[zdroj?]
Od roku 2016 působil coby asistent trenéra u juniorského výběru Viktorie Plzeň. Následně trénoval výběr tohoto mužstva do 18 let a v mužstvu do 19 let dělal asistenta trenéra. Od 27. června 2018 se pak stal hlavním trenérem tohoto juniorského celku, když nahradil Jiřího Kohouta, který přešel na pozici asistenta trenéra v SK Dynamo České Budějovice.

## Reprezentační kariéra
Pavel Fořt byl členem českých mládežnických reprezentací od kategorie do 15 let. Reprezentoval ČR na Mistrovství světa hráčů do 20 let 2003 ve Spojených arabských emirátech, kde český tým po remízách 1:1 s Austrálií a Brazílií a porážce 0:1 s Kanadou obsadil nepostupové čtvrté místo v základní skupině C.

### Reprezentační góly
Góly Pavla Fořta v české reprezentaci do 21 let
| Gól | Datum      | Stadion                 | Soupeř     | Skóre (min.) | Výsledek | Soutěž                     |
| --- | ---------- | ----------------------- | ---------- | ------------ | -------- | -------------------------- |
| 010 | 9. 9. 2003 | Stadion u Nisy, Liberec | Nizozemsko | 01:10 (77.)  | 1:2      | Kvalifikace na ME U21 2004 |